# 이연승 (아이스하키 선수)
이연승(1995년 4월 17일~)은 대한민국의 아이스하키 선수로 포지션은 골텐더이다. 현재 아시아리그 아이스하키의 HL 안양과 대한민국 국가대표팀 소속으로 활동하고 있다.

## 국가대표팀 경력
이연승은 고려대학교 재학 시절인 2018년에 대한민국 대표팀의 일원으로 발탁되었다. 같은 해 5월에 열린 2018년 세계 선수권 대회에 참가했으며 다른 골텐더인 맷 돌턴과 박성제에게 밀려 경기에는 출전하지 못했다. 이듬해인 2019년에도 2019년 세계 선수권 대회 디비전 I A그룹에 참가하는 국가대표팀의 일원으로 발탁되었으나 맷 돌턴이 전 경기에 출전하면서 경기에 출전하지 못했다.
2023년에 다시 국가대표팀에 발탁된 이연승은 2023년 세계 선수권 대회 디비전 I A그룹에 참가했고 폴란드전에 출전했다.
2024년 11월에는 카자흐스탄 아스타나에서 열린 아시아 선수권 대회에 하정호와 함께 2025년 아시아 선수권 대회에 대한민국팀의 골텐더로 참가하여 3위 달성에 기여했다. 이듬해인 2025년 2월에는 중화인민공화국 하얼빈에서 열린 2025년 동계 아시안 게임에 대한민국팀의 일원으로 참가했다.